# Dialium procerum
Dialium procerum là một loài thực vật có hoa trong họ Đậu. Loài này được (Steenis) Steyaert miêu tả khoa học đầu tiên.